# مدیریت صف فعال
در مسیریاب‌های اینترنتی ، مدیریت صف فعال  (به انگلیسی: Active queue management) به اختصار (AQM) یک تکنیکی است که شامل دور انداختن یا علامت‌گذاری بسته‌ها بر اساس روش ECN قبل از اینکه مسیریاب پرشود.

## مدیریت صف
یک مسیریاب اینترنتی عموماً مجموعه‌ای از صف‌ها را در هر واسط نگهداری می‌کند که شامل بسته‌های برنامه‌ریزی شده برای خروج از هر واسط می‌باشد.
از نظر تاریخی، این چنین صف‌ها از روش Drop-Tail برای نظم دادن استفاده می‌کنند: یک بسته در صف قرار داده می‌شود، اگر صف (حجم صف براساس بسته یا بایت اندازه‌گیری می‌شود) کوچکتر از حداکثر ظرفیت خودش باشد و در غیر اینصورت به دور انداخته می‌شود.
روش‌های نظم دهی صف فعال بسته‌ها را دورانداخته یا علامت‌گذاری می‌کند قبل از اینکه صف پرشود. عموماً این روش با نگهداری یک یا چند احتمال انداخته یا علامت‌گذاری کرده عمل می‌کند و احتمالاً بسته‌ها حتی زمانی که صف کوچک است انداخته یا علامت‌گذاری می‌شوند.

### مزایای مدیریت صف فعال
صف‌های Drop-Tail تمایل به جریمه کردن جریان‌های پشت سرهم را دارد و باعث همگام‌سازی سراسری جریان‌ها می‌شود. با دورانداختن بسته‌ها به صورت احتمالی، روش مدیریت صف فعال عموماً از این دو مسئله دوری می‌کند.
با ایجاد نقاط پایانی با شاخص ازدحام قبل از اینکه صف پرشود روش‌های مدیریت صف فعال می‌تواند یک صف کوتاه‌تر نسبت به صف‌های Drop-Tail نگهداری کنند که مقابله می‌کند با
bufferbloat وتاخیرشبکه (network latency) را کاهش می‌دهد.
مشکلات مدیریت صف فعال
روش‌های اولیه نظم دهی مدیریت صف فعال (به خصوص تشخیص زودهنگام تصادفی ازدحام و RED) نیاز به تنظیم دقیق پارامترهایشان به منظور تأمین عملکرد خوب می‌باشد. روش‌های دید نظم دهی مدیریت صف فعال (ARED و Blue و PI) خود تنظیم بوده و با پارامترهای قراردادی خودشان با بیشتر یا تمامی محدودیت‌ها اجرا می‌گردند.
برای سیستم‌های مدیریت صف فعال که بسته‌ها را دور انداخته (به جای استفاده از علامت‌گذاری ECN، نتیجه غیرشهودی برای بسیاری از مهندسان شبکه به نظر می‌رسد: " چرا باید بسته‌های بسته‌های خوب را کاملاً به دور انداخته وقتی که هنوز فضای خالی بافر در اختیار دارم؟"

## بسترهای نرم‌افزاری شبیه‌سازی و تجزیه وتحلیل برای الگوریتم‌های مدیریت صف فعال
بسترهای نرم‌افزاری یک مدیریت صف فعال و حمله محروم‌سازی از سرویس برای الگوریتم‌های  RRED  براساس کدشبیه‌سازی NS-2 بنانهاده شده‌است.  میتوانند حمله‌های متنوع DoS و الگوریتم‌های مدیریت صف فعال .
(.DoS attacks (Distributed DoS، Spoofing DoS، Low-rate DoS، etc
(AQM algorithms (RED،  RRED ، SFB، etc
این روش به‌طور خودکار میانگین خروجی جریان معمولی TCP را قبل و بعد از حمله‌های DoS برای آسان نمودن تجزیه و تحلیل تأثیر حمله‌های DoS بر روی جریان‌های TCP معمولی و الگوریتم‌های مدیریت صف فعال محاسبه و ذخیره میکند.

## الگوریتم‌های صف فعال
- Adaptive Virtual Queue صف مجازی تطبیقی (AVQ);
- تشخیص زودهنگام تصادفی ازدحام تشخیص تصادفی زودرس (RED);
- Random Exponential Marking نشانه‌گذاری تصادفی نمایی(REM);
- Blue and Stochastic Fair Blue روش آبی و تصادفی منصفانه (SFB);
- CHOKe;
- الگوریتم پی‌آی‌دی;
- Robust random early detection تشخیص تصادفی زودرس افزایشی [۴]
- RSFB :: a Resilient Stochastic Fair Blue algorithm against spoofing DDoS attacks [۵]
- RED with Preferential Dropping
- Controlled Delay  (CoDel)